# 탱크 유어 럭키 스타스
탱크 유어 럭키 스타스(Thank Your Lucky Stars)는 미국에서 제작된 데이빗 버틀러 감독의 1943년 코미디, 뮤지컬 영화이다. 험프리 보가트 등이 주연으로 출연하였고 마크 헬링거 등이 제작에 참여하였다.

## 출연

### 주연
- 험프리 보가트
- 에디 캔터

### 조연
- 베티 데이비스
- 올리비아 드 하빌랜드
- 에롤 플린
- 존 가필드
- 조안 레슬리
- 이다 루피노
- 데니스 모건
- 앤 쉐리던
- 다이나 쇼어
- 알렉시스 스미스
- 잭 칼슨
- 앨런 헤일
- 조지 토비아스
- 에드워드 에버렛 홀튼
- S.Z. 사칼
- 해티 맥대니얼
- 러스 도넬리
- 돈 윌슨
- 헨리 아메타
- 린 바게트
- 해리 A. 베일리
- 레아 베어드
- 돈 바클레이
- 조이 바로우
- 윌리엄 베네딕트
- 윌리 베스트
- 테드 빌링즈
- 몬트 블루
- 제스 리 브룩스
- 모건 브라운
- 제임스 버크
- 데이빗 버틀러
- 리타 크리스티아니
- 스탠리 클레멘츠
- J.W. 코디
- 제임스 코너티
- 엘리너 카운츠
- 하워드 데이비스
- 도로시 데이턴
- 해리 뎁
- 조 데리타
- 헨리 드소토
- 랠프 던
- 딕 엘리어트
- 베티 패링턴
- 프랭크 파이른
- 제임스 플러빈
- 아트 포스터
- 루이즈 프랭클린
- 조지 B. 프렌치
- 에드워드 가갠
- 윌리엄 하디
- 해리에티 해던
- 크레이튼 헤일
- 샘 해리스
- 폴 하비
- 마크 헬링거
- 마저리 호쉘
- 브랜든 허스트
- 보이드 어윈
- 찰스 어윈
- 노블 존슨
- 매튜 존스
- 프레드 켈시
- 리처드 레인
- 제리 맨디
- 행크 만
- 루 마르셀
- 프랭크 마요
- 마이크 마주키
- 맷 맥휴
- 하워드 M. 밋첼
- 버트 무어하우스
- 에드먼드 모티머

## 제작진
- 세트: 월터 F. 틸포드
- 의상: 밀로 앤더슨